# Erik Paulsen (Synchronregisseur)

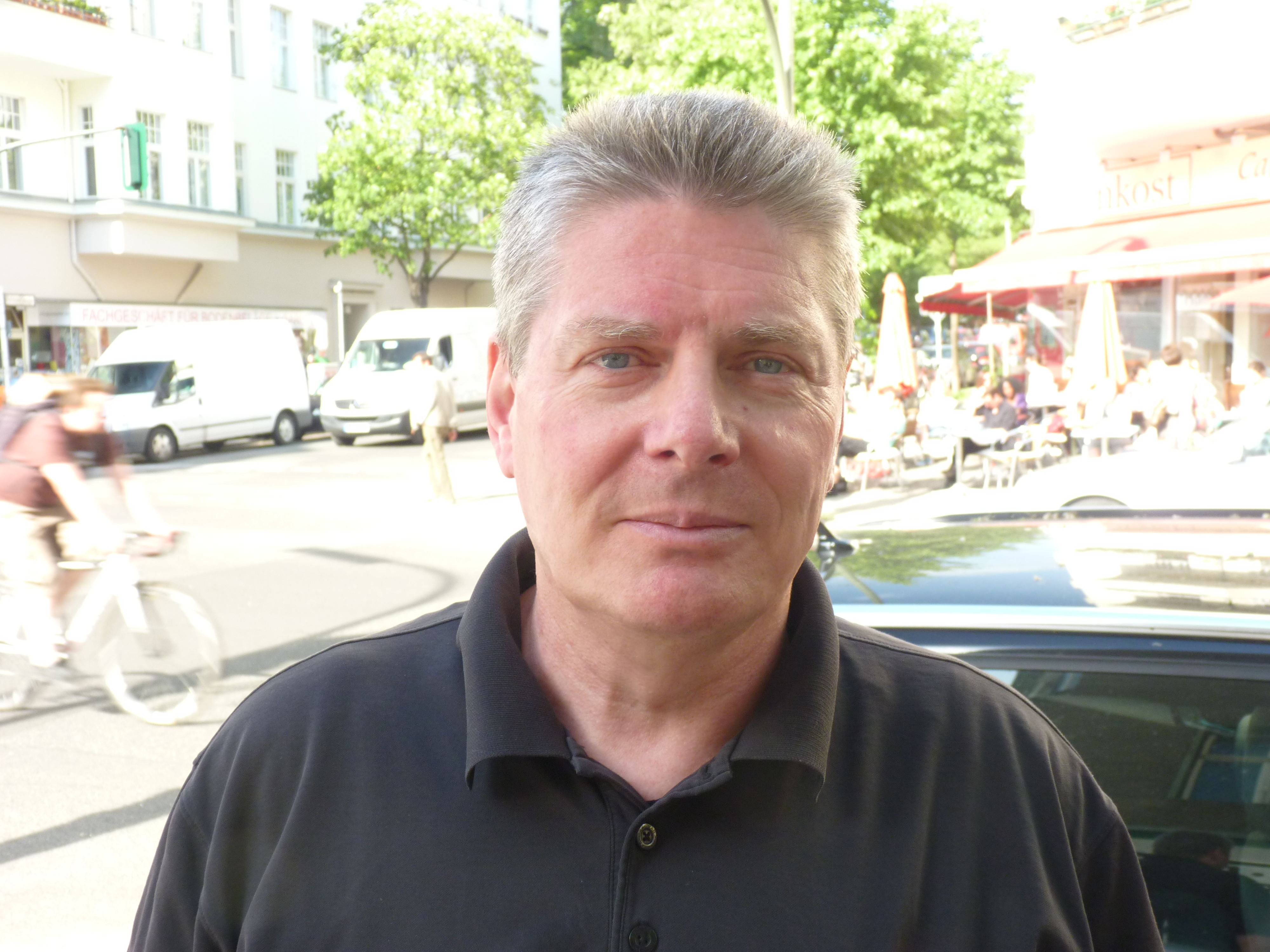
Erik Paulsen im Mai 2011

Erik Paulsen (* 1954 in Hamburg) ist ein deutscher Synchronregisseur und Dialogbuchautor.

## Wirken
Nach seinem Abitur studierte Paulsen unter anderem Philosophie, Linguistik sowie Vergleichende Sprachwissenschaft. Parallel dazu war er als freier Mitarbeiter beim Bayerischen Rundfunk tätig. Seit 1980 im Metier der Filmsynchronisation beschäftigt, pendelte er zunächst jahrelang zwischen den Hauptstandorten München, Hamburg und Berlin. Seit 2002 arbeitet er hauptsächlich in Berlin. Erik Paulsen hat unter anderem die deutschen Sprachfassungen der Serien Spenser (1987), Matlock (ca. 100 Folgen, 1988), Dawson’s Creek (1999), O.C., California (1. Staffel, 2004) sowie Breaking Bad (2009) bearbeitet.
Als Autor lieferte er zudem die deutschen Synchrondialoge zu etlichen großen TV- und Kinoproduktionen, darunter Der Koch, der Dieb, seine Frau und ihr Liebhaber (1989), Die Baskenmütze (1990), Prosperos Bücher (1991), Schindlers Liste (1993), Katharina die Große (1995), Tiger and Dragon (2000) und Unsere Erde (2007). Ferner zeichnet er als Autor und Regisseur für die deutschen Fassungen von u. a. Es ist nicht leicht, ein Gott zu sein (1990), Scarlett (1994), Wer mit dem Teufel reitet (1999), Babel (2006), Che – Guerrilla (2008) und W. – Ein missverstandenes Leben (2008) verantwortlich.